# Radio Ndeke Luka
Pour les articles homonymes, voir Luka.
Radio Ndeke Luka est l'une des principales stations de radio de la République centrafricaine. Ndeke Luka qui signifie : Oiseau de bon augure, en langue Sango, bénéficie du soutien de la fondation Hirondelle, une organisation qui se consacre à aider la création de média dans les pays du tiers-monde. Elle émet en modulation de fréquence sur 100.9 Mhz depuis Bangui, Bouar et Bambari et en Ondes Courtes sur 6030 kHz. On peut écouter Radio Ndeke Luka en streaming depuis son site Internet.

## Histoire
À l'origine de la station se trouve Radio Minus, créée par le Mission des Nations-Unies en République centrafricaine(MINURCA), qui émet de juillet 1998 à février 2000. Sa fermeture entraîne le départ pour la Sierra Leone du matériel de diffusion, mais l'équipe reste et monte une nouvelle station, Radio Ndeke Luka. Elle commence à émettre le 27 mars 2000. Lors de la tentative de coup d'État de 2001 elle est la seule radio à tenir la population informée des évènements. Au cours de la campagne électorale les employés de Radio Ndeke Luka ont reçu des menaces de mort de la part de la garde républicaine ou des partisans de François Bozizé.Le 19 octobre 2005  le ministre des communications, Fidèle Ngouandjika, a accusé la station d'être similaire à la RTLM, la station de radio qui avait encouragé le génocide des Tutsi au Rwanda. Il s'en est excusé plus tard.

## Diffusion
La diffusion concerne surtout Bangui, la capitale, et ses environs, grâce à la modulation de fréquence. À cet effet, elle dispose d'un émetteur de 1 kW. En dehors de la radio publique, c'est la seule station du pays à diffuser en FM. À partir de septembre 2003 un programme d'une heure est diffusé en ondes courtes pour l'ensemble du pays, mais il s'est interrompu au cours de l'été 2005 faute de moyens financier. Ces émissions en ondes courtes ont été reçues jusqu'en Europe, en Amérique du Nord et en Australie. En mai 2005, quelques jours avant le second tour des élections présidentielles,  la station installe un émetteur plus puissant grâce au financement de l'Unesco et de l'International Programme for the Développement of Communication (IPDC).
En 2021, la radio dispose de six émetteurs FM sur la fréquence 100.9 FM à Bangui, Bambari, Berberati, Bozoum, Bouar et N’Délé.

## Financement
Le financement provient surtout de l'étranger. Il s'agit des Pays-Bas, du Luxembourg,de l'Agence Intergouvernementale de la Francophonie,  du Canton de Genève, et de l'UNESCO. Les recettes viennent aussi des sommes gagnées grâce aux prestation de services de la radio. Les soutiens locaux de R.N.L. sont l'Ambassade de France, l'Ambassade des États-Unis, la CEMI, et le BONUCA.